# LT vz. 35

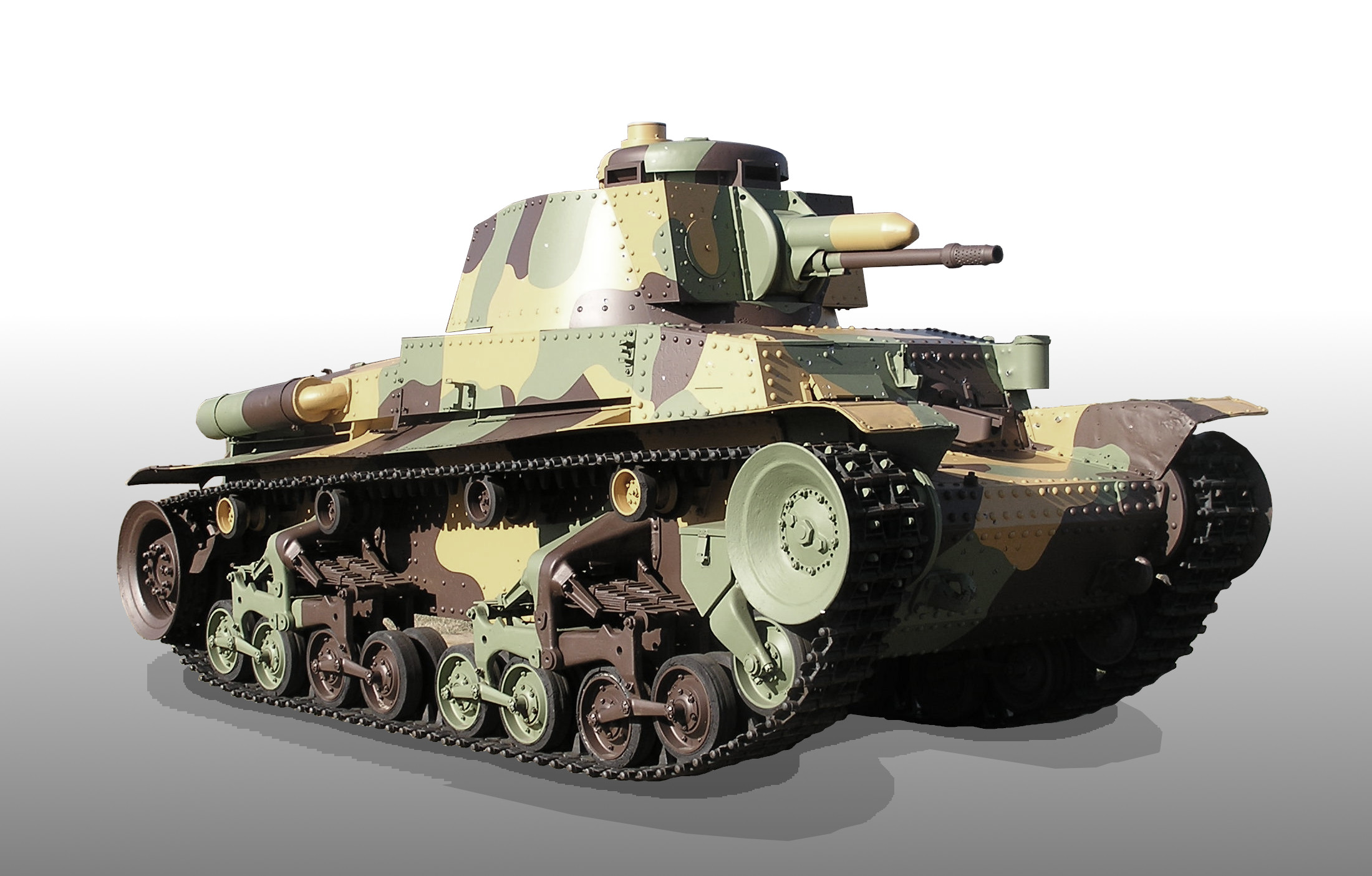
LT vz. 35 im Museum in Aberdeen (Vereinigte Staaten)

Der leichte Panzer LT vz. 35 wurde als S-II-a von Škoda für die tschechoslowakische Armee entwickelt und vor dem Zweiten Weltkrieg von dieser eingeführt.
Nach der Zerschlagung der Tschechoslowakei durch den NS-Staat wurde der Panzer als Panzerkampfwagen 35 (t) (Pz.Kpfw. 35(t)), häufig abgekürzt zu Panzer 35(t), von der deutschen Wehrmacht eingesetzt. Das Fahrzeug wurde auch von Bulgarien, der Slowakei, Ungarn und Rumänien genutzt.

## Entwicklung
Die tschechoslowakische Armee hatte von ČKD Anfang der 1930er Jahre eine Tankette und einen leichten Panzer gekauft. Diese Fahrzeuge wurden jedoch schon bald als konzeptionell veraltet bewertet und die Armee verlangte einen moderneren Panzer. Nach einer Ausschreibung des tschechoslowakischen Verteidigungsministeriums für den neuen Panzer Typen II-a lieferten Škoda und ČKD relativ ähnliche Fahrzeuge ab. Doch das Modell von ČKD, war eine simple Weiterentwicklung des zuvor gelieferten LT vz. 34 (P-II) und wurde angesichts der Erfahrungen mit diesem Typ abgelehnt.
Škoda hatte 1934 seinen Entwurf SU in der 7-t-Klasse bei der tschechoslowakischen Armee präsentiert. Doch galt das Fahrzeug trotz guter Bewaffnung mit einer Panzerung von 15 mm als zu wenig geschützt. Die Erfahrungen mit diesem Projekt ermöglichten es allerdings im Folgejahr das Modell S-II-a (Škoda-leichter Panzer-Kavallerie) so zu gestalten, dass es die Anforderungen der militärischen Prüfungskommission erfüllte.

## Produktion
Von dem tschechoslowakischen Panzer mit der Werksbezeichnung S-II-a wurden insgesamt von Škoda und ČKD 424 Stück gebaut, diese verteilten sich auf die Modelle LT vz. 35, T-11 und R-2.

## Technische Beschreibung
Bei seiner Einführung war der LT vz.35 ein gleichwertiges Fahrzeug im Vergleich zu den zu dieser Zeit anderen eingeführten Panzern, die überwiegend von dem britischen Vickers 6-ton inspiriert waren. Dazu gehören der sowjetische T-26, der polnische 7TP und die italienischen Typen M11/39 und M13/40.
Die Montage des Motors im Fahrzeugheck in Verbindung mit den vor und hinter dem Turm gelagerten Rollenwagen des Fahrwerks brachte eine gute Gewichtsverteilung. Die Nutzung von pneumatischer Kupplung, Bremse und Lenkung reduzierte das Gewicht. Feststellbremse, Gaszug und Schaltgetriebe waren mechanisch ausgelegt. Der Škoda-T-11-Motor war ein wassergekühlter Otto-Reihenmotor mit 8,5 l Hubraum. Er leistete 120 PS bei 1800 Umdrehungen pro Minute, was bei dem Gewicht von 11 Tonnen ein verhältnismäßig gutes Leistungsgewicht von 11 PS/t ergab.
Der elektrische Anlasser wurde von zwei 12-Volt-Batterien versorgt, und das britische 6-Gang-Wilson-Wechselgetriebe ermöglichte dem Fahrzeug eine Höchstgeschwindigkeit von 40 km/h. Die Fahrwerkskomponenten galten als sehr zuverlässig und die Ketten hielten bis zu 6500 km, während die meisten Panzer dieser Zeit nach 1500 km eine größere Instandsetzung benötigten. Dies kam jedoch nicht zum Tragen, da die modernen Bauteile des Fahrzeugs, die überwiegend von Škoda und ČKD gefertigt wurden, zahlreiche Kinderkrankheiten aufwiesen, was anfänglich zu ständigen Instandsetzungen und Ausfällen der Fahrzeuge führte.
Der Hauptnachteil war und blieb die genietete Panzerung und Konzeption mit einer Besatzung von drei Mann, bei der der Kommandant zugleich Richtschütze und Maschinengewehrschütze war. Allerdings war es nicht möglich, beide Turmwaffen von der gleichen Position aus zu bedienen.

## Einsatz
Die tschechoslowakische Armee stellte mit den LT vz. 35 drei Panzerregimenter auf. Das 1. Regiment in Milovice (197 Fahrzeuge), das 2. Regiment in Vyskov (49 Fahrzeuge) und das 3. Regiment in Martin (52 Fahrzeuge).
Von 298 LT vz. 35 im Bestand der tschechoslowakischen Armee befanden sich 244 im von der Wehrmacht besetzten Teil und wurden beschlagnahmt.

## Versionen
Die Fahrzeuge der tschechoslowakischen Armee entsprachen in ihrem Rüstungsstand den Einsatzkonzepten der tschechoslowakischen Armee. Eingesetzt in anderen Ländern, wurde die Ausstattung der Fahrzeuge teilweise verändert.

### R-2
Die rumänische Armee bestellte im August 1936 im Zuge eines Modernisierungsprogramms 126 Exemplare gemäß dem Prototyp S-II-aR. Die ersten 15 Panzer waren jedoch LT vz. 35; sie wurden vorab im Mai 1937 ausgeliefert, jedoch ein Jahr später zur Behebung von Mängeln und zur Umrüstung zurückgesandt. 1939 waren alle 126 Panzer im Rüststand S-II-aR an Rumänien ausgeliefert. Die Rumänen wollten Mitte 1939 von den nun deutsch kontrollierten Škoda-Werken weitere 382 Panzer bestellen, die Deutschen lehnten dieses Ansinnen jedoch ab.

#### Einsatz bei der rumänischen Armee
Die R-2 bildeten die Ausrüstung für das 1. Regiment der 1. Königlichen Panzerdivision, das 2. Regiment war mit französischen R-35 ausgestattet. Im Verband der 3. rumänischen Armee beteiligte sich die Division im Sommer 1941 am Angriff auf die Sowjetunion. Nach anfänglichen Erfolgen gingen zwischen dem 11. und 14. August alleine 47 R-2 bei den Angriffen in Stoßrichtung Odessa verloren. Bei Angriffen in Richtung Karpow gingen kurz darauf weitere 11 R-2 verloren. Da eine große Zahl zur Instandsetzung zurückgeführt werden musste, war das Regiment mit nun verbliebenen 20 Panzer nicht mehr einsatzbereit. Es dauerte mehrere Monate, bevor genug R-2 instand gesetzt waren. Da 25 der Fahrzeuge letztlich abgeschrieben werden mussten und als Ersatzteillieferanten dienten, erhielt die rumänische Armee im Sommer 1942 von Deutschland 26 gebrauchte Exemplare des fast identischen Panzerkampfwagens 35(t) als Ersatz. Die aufgefrischte 1. Königliche Panzerdivision wurde im August 1942 wieder in die rumänische 3. Armee eingegliedert. Sie führte nun neben einigen neuen deutschen Pz.Kpfw. III und IV noch in der Masse (109 Fahrzeuge) die im Grunde veralteten R-2 und Pz.Kpfw. 35(t). Die Abwehrkämpfe am Don und die Offensive der Roten Armee bei Stalingrad führten zum Verlust und Ausfall von 81 R-2 und Pz.Kpfw. 35(t). Die Panzerdivision verlor somit 60 % ihrer Kräfte und zog sich mit nur 19 R-2-Panzern hinter den Fluss Tschir zurück. Sie wurde schließlich zur Auffrischung in die Heimatgarnison verlegt und die R-2 gingen wegen ihrer geringen Kampfkraft in die Reserve. Als Rumänien 1944 auf die Seite der Alliierten wechselte, wurden die Fahrzeuge nochmals gegen die ehemaligen Verbündeten zum Einsatz gebracht.

### Panzerkampfwagen 35 (t)

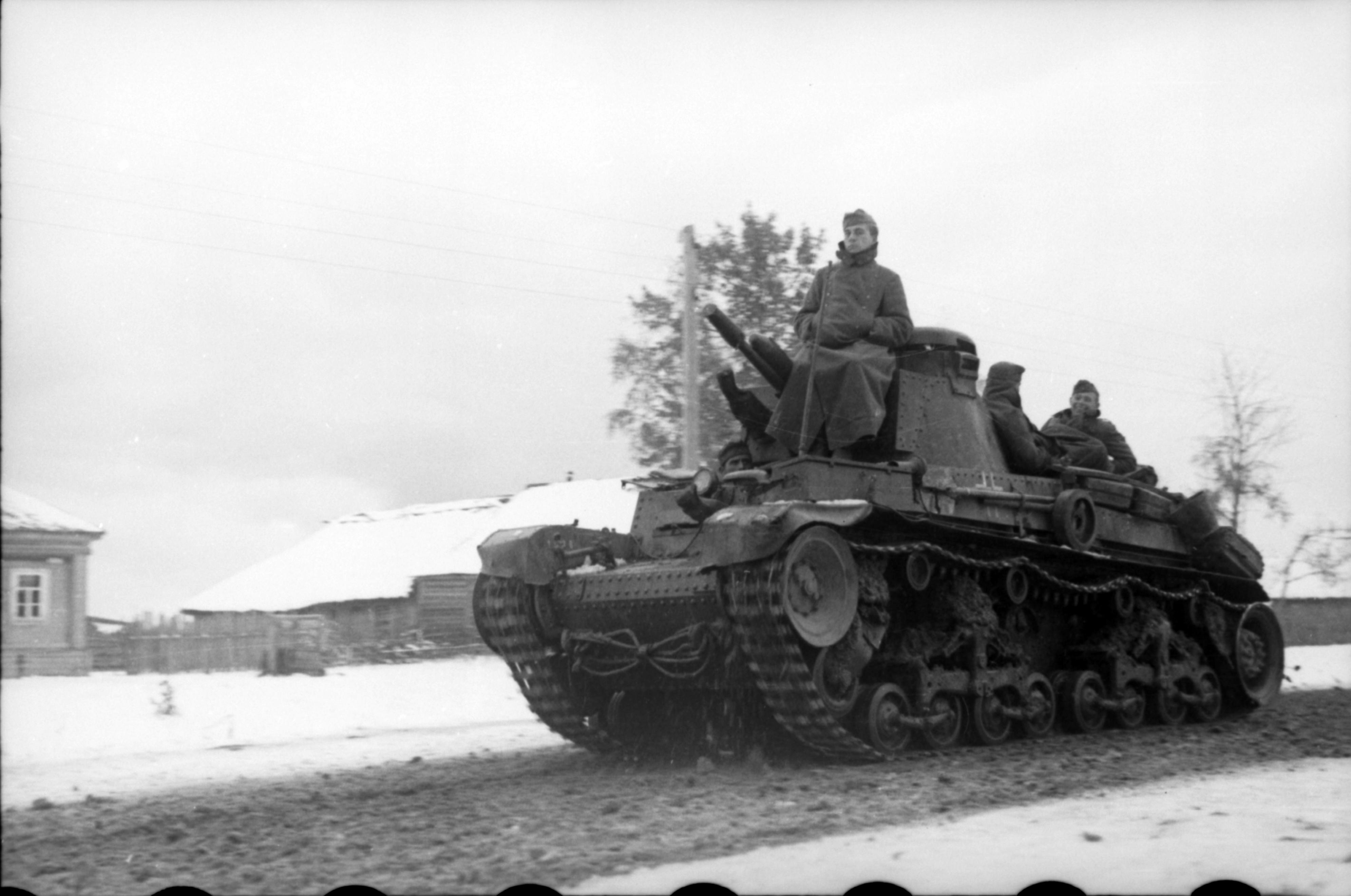
Russland, Panzer 35t mit Wehrmachtskennzeichen (1941)

Ende März 1939 wurden die LT vz. 35 von Offizieren der 3. Panzer-Division auf dem Truppenübungsplatz Milowice begutachtet und für einsetzbar befunden. Daraufhin wurden 244 Fahrzeuge von der Wehrmacht mit den noch nicht offiziellen und alternativ verwendeten Bezeichnungen Skoda-Panzer, Skoda-Panzer III oder Pz.Kpfw. 3,7cm übernommen. Die Fahrzeuge befanden sich bereits überwiegend bei der tschechoslowakische Armee, doch einige wurden auch aus den Werken von Škoda und ČKD geholt. Dazu kam dann noch ein Prototyp, der von der Erprobung in der Sowjetunion zurückkam.
Durch einige Änderungen der Fahrzeugausrüstung wurde der Panzerkampfwagen 35 (t) (Pz.Kpfw. 35(t)) geschaffen. Das (t) stand dabei für „tschechisch“. 1940 wurden 26 Fahrzeuge an die verbündete bulgarische Armee abgegeben, so dass der Wehrmacht noch 219 Fahrzeuge blieben.

#### Technische Anpassung
Die allgemein für Panzer eingeführte Ausstattung mit deutschen Funkgeräten ermöglichte die Kommunikation der verschiedenen Fahrzeugtypen miteinander und die Führung durch übergeordnete Stäbe. Um die Kommunikation auch im Fahrzeug zu ermöglichen, wurde eine Gegensprechanlage eingebaut. Für die deutschen Gasmasken wurden Halterungen im Fahrzeug ergänzt. Die originale Lichtmaschine, der Magnetzünder und der Anlasser wurden gegen Geräte von Bosch ausgetauscht. Die Leistungsfähigkeit der 37-mm-Kanone und die gute Lebensdauer der Gleisketten galten als vorteilhaft gegenüber den deutschen Panzer I und Panzer II, doch die genietete Panzerung wurde kritisch gesehen. Die wichtigste Anpassung war die Anpassung entsprechend der Einsatzkonzepte der Wehrmacht mit einem vierten Besatzungsmitglied, Ladeschütze und Schütze Turm-Maschinengewehr, für das ein Platz geschaffen wurde. Dafür wurde auf 6 Schuss der Hauptwaffe und 900 Schuss MG-Munition verzichtet. Eingesetzt werden konnten in dieser Funktion allerdings nur Männer die kleiner als 1,70 m waren, da die Turmhöhe begrenzt war.

#### Einsatz bei der Wehrmacht
Als leichter Panzer eingestuft, stellte dieser Panzertyp nach seinem Transport im April 1939 bis in den Dezember 1941 den Hauptpanzertypen beim Panzer Regiment 11 (6. Panzer-Division) in Paderborn und der Panzer Abteilung 65 in Sennelager. Während die Totalverluste beim Überfall auf Polen und im Westfeldzug durch Reparaturen von beschädigten Fahrzeugen gering gehalten werden konnten, war ein großer Teil der Fahrzeuge während des ersten Kriegsjahres in der Sowjetunion direkte Totalverluste. Aus den zurückgeführten, beschädigten Fahrzeugen wurden in den Jahren 1942 und 1943 in den Škoda-Werken 49 zum Mörserzugmittel 35(t) umgebaut.

##### Polen
112 Exemplare des Panzers wurden von der Wehrmacht beim Überfall auf Polen eingesetzt, davon 75 Stück bei der 1. leichten Division (Panzer Regiment 11) sowie 37 Stück in der Panzer Abteilung 65. Sieben Panzer 35(t) wurden dabei während der Kampfhandlungen zerstört.

##### Westfeldzug
Beim Feldzug im Westen 1940 war als einziger Großverband die 6. Panzer-Division mit insgesamt 118 Panzern 35(t) und 14 Panzerbefehlswagen 35(t) ausgerüstet. Von diesen gingen 62 im Verlauf des Mai oder Juni 1940 verloren. Im September 1939 wurde die SS-Totenkopf-Division zu großen Teilen mit Waffen aus tschechoslowakischen Beständen ausgerüstet. Es fehlten Panzerspähwagen für die Aufklärungsabteilung und die Division beschaffte sich stattdessen 6 Pz.Kpfw. 35(t) aus den Škoda-Werken. Alle 6 Panzer dieser 3./(s.) Kompanie der SS-Totenkopf-Aufklärungsabteilung wurden bis zum 29. Mai als Verluste gemeldet. Möglicherweise konnten zwei später instand gesetzt werden, da die SS-Junkerschule in Bad Tölz 1942 noch mindestens 2 Pz.Kpfw. 35(t) für Ausbildungszwecke einsetzte.

##### Krieg gegen die Sowjetunion
Beim deutschen Angriff auf die Sowjetunion standen 149 Panzer 35(t) und 11 Pz.Bef.Wg. 35(t) im Panzer-Regiment 11 der 6. Panzer-Division bei der Heeresgruppe Nord bereit. Am 23. August lag die Zahl der Totalverluste bei 40 Pz.Kpfw. 35(t), die bis zum 10. September auf 47 stiegen. Regelmäßig fielen viele Fahrzeuge durch technische Defekte aus und es wurden nun auch Ersatzfahrzeuge aus der Heimat herangeholt. Am 16. Oktober verfügte die gesamte Division nur noch über 60 Panzer aller Typen und am 31. Oktober 1941 waren von den Panzer 35(t) nur noch 34 und 2 der Pz.Bef.Wg. 35(t) einsatzbereit. Bis zum 20. November sank die Zahl der verfügbaren Panzer der Division auf 30 und es wurde aus diesen eine einzelne Kompanie gebildet. Die Einsatzgeschichte der Pz.Kpfw. 35(t) endet Anfang Dezember 1941 bei der 6. Panzer-Division westlich von Moskau.
Am 12. März 1942 wurde die 6. Panzer-Division aus der Front herausgezogen und in Frankreich mit Kampfwagen deutscher Fertigung neu ausgerüstet.
Der Einsatz im Osten hatte diese Fahrzeuge technisch überfordert, eine hohe Laufleistung, das Alter und die widrigen Bedingungen verschlissen die Fahrzeuge. So fror die Lenkung aufgrund ihrer pneumatischen Steuerung bei extremem Frost häufig ein, weshalb später eine mechanische Steuerung eingebaut wurde. Da es keine Ersatzteile für den Panzer 35(t) mehr gab oder diese die Front nicht erreichten, mussten immer wieder beschädigte Fahrzeuge ausgeschlachtet werden, um einige wenige Panzer einsatzbereit zu halten.

### T-11
Im August 1939 besuchte eine bulgarische Militärdelegation das Panzer Regiment 11 in Paderborn und konnte sich einen Eindruck von den Eigenschaften des LT vz. 35 machen. Gegenüber den deutschen Stellen zeigte man sich interessiert und im Februar 1940 erhielt die bulgarische Armee ein Angebot vom Deutschen Reich über 26 Fahrzeuge vom Typ Panzerkampfwagen 35 (t). Schon ab dem 21. Februar begannen die Lieferungen der Fahrzeuge, die bis zum 5. April 1940 abgeschlossen waren. Die Fahrzeuge waren zuvor bei Škoda überholt worden.
Zur Lieferung des als T-11 (Tank (T), leicht (1), 1. Modell (1)) bezeichneten Modells kam es, da Škoda unter der Werksbezeichnung S-II-aB eine Kleinserie von 10 modernisierten Fahrzeugen für einen Auftrag der afghanischen Armee produziert hatte. Da dieses Land im Einflussbereich der Alliierten Streitkräfte lag, verweigerten die deutschen Behörden die Ausfuhr der Fahrzeuge. So wurden zwischen Oktober 1940 und Januar 1941 diese Fahrzeuge an die bulgarischen Streitkräfte geliefert. Wichtigster Punkt der Modernisierung war die 37,2-mm-Kanone A8, welche die gleiche Munition, wie die zuvor verbaute Kanone A3, verschießen konnte.
Die Fahrzeuge wurden in der 1. Bulgarischen Panzerbrigade zusammengefasst und waren bis Anfang der 1950er-Jahre im Einsatz.

## Munition
Der Panzer 35(t) konnte 72 Geschosse für die Hauptwaffe und 1800 Schuss für die beiden MG im Turm mitführen. Es wurden normalerweise 50 Prozent Spreng- und 50 Prozent Panzergranaten geladen.
| Munition und Durchschlagsleistung der KwK 34(t) L/40 |                  |                       |                  |
| Nomenklatur der Munition                             | Panzergranate(t) | Panzergranate(t) umg. | Panzergranate 40 |
| Geschossgewicht                                      | 0,85 kg          | 0,815 kg              | 0,368 kg         |
| Mündungsgeschwindigkeit                              | 675 m/s          | 675 m/s               | 980 m/s          |
| Durchschlagsleistung der KwK bei 30° Auftreffwinkel  |                  |                       |                  |
| 100 Meter                                            | 35 mm            | 34 mm                 | 60 mm            |
| 500 Meter                                            | 30 mm            | 29 mm                 | 39 mm            |
| 1000 Meter                                           | 23 mm            | 25 mm                 |                  |
| 1500 Meter                                           | 21 mm            | 22 mm                 |                  |

## Technische Daten

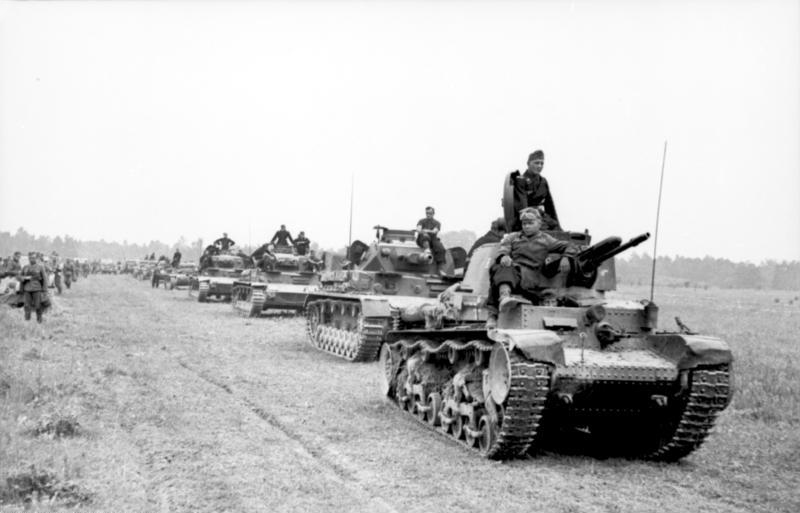
Panzer 35(t) (ganz vorne) in Frankreich, 1940

| Panzerkampfwagen 35(t)       |                                                                                      |
| Allgemeine Eigenschaften     |                                                                                      |
| Gewicht                      | 10,5 t                                                                               |
| Bodendruck                   | 0,5 kg/cm2                                                                           |
| Länge                        | 4,9 m                                                                                |
| Breite                       | 2,06 m                                                                               |
| Höhe                         | 2,37 m                                                                               |
| Bodenfreiheit                | 35 cm                                                                                |
| Kettenbreite                 | 32 cm                                                                                |
| Bewaffnung                   |                                                                                      |
| Hauptbewaffnung              | 3,72-cm-KwK 35(t) L/40                                                               |
| Höhenrichtfeld               | −10° bis +15°                                                                        |
| Zielmittel                   | TZF(t) und MGTZF(t)                                                                  |
| Sekundärbewaffnung           | 2 × 7,92-mm-MG                                                                       |
| Schwenkbereich               | Turm-MG −14° bis 25° Höhe, 10° horizontal; Bug-MG 35° nach links und 11° nach rechts |
| Fahrleistung                 |                                                                                      |
| Motor                        | Vierzylinder-Ottomotor, Typ Škoda T11                                                |
| Kühlung                      | Wasser                                                                               |
| Hubraum                      | 8,52 l                                                                               |
| Bohrung × Hub                | 140 × 140 mm                                                                         |
| maximale Drehzahl            | 1800/min                                                                             |
| Leistung                     | 120 PS                                                                               |
| Literleistung                | 14,1 PS/l                                                                            |
| Leistung/Gewicht             | 11,4 PS/t                                                                            |
| Getriebe                     | 6V, 1R (sechs Gänge)                                                                 |
| Antriebsrad                  | hinten                                                                               |
| Höchstgeschwindigkeit Straße | 34 km/h                                                                              |
| Kraftstoffvorrat             | 153 l                                                                                |
| Reichweite Straße            | 190 km                                                                               |
| Reichweite Gelände           | 115 km                                                                               |
| Lenkung                      | Differential                                                                         |
| Lenkübersetzung              | 1,9                                                                                  |
| Laufrollen                   | 8 × 2                                                                                |
| Federung                     | Blattfedern                                                                          |
| Wattiefe                     | 80 cm                                                                                |
| Wendekreis                   | 7 m                                                                                  |
| Panzerung                    |                                                                                      |
| Wannenbug 30°                | 25 mm                                                                                |
| Wannenseite 0°               | 16 mm                                                                                |
| Wannenheck 0°                | 16 mm                                                                                |
| Wannendach                   | 12 mm                                                                                |
| Wannenboden                  | 8 mm                                                                                 |
| Turmblende                   | 25 mm                                                                                |
| Turmfront 10°                | 25 mm                                                                                |
| Turmseite 14°                | 16 mm                                                                                |
| Turmheck 15°                 | 16 mm                                                                                |
| Turmdach 81° bis 90°         | 8 mm                                                                                 |

## Varianten

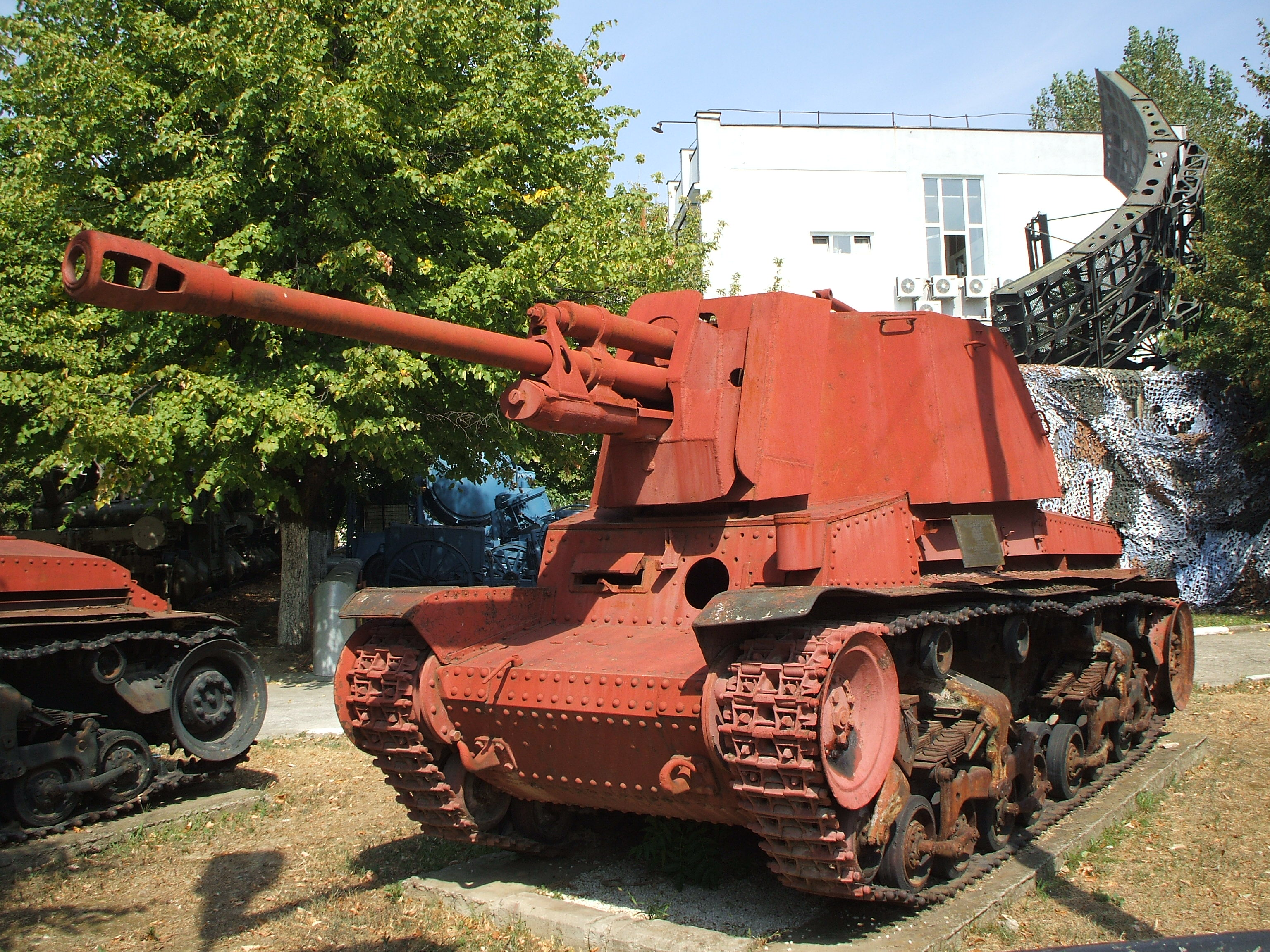
TACAM R-2

- Panzerbefehlswagen 35(t) umgerüstete Kampfwagen, die durch den Einbau eines weiteren Funkgeräts und einer Rahmenantenne zum Befehlswagen wurden.
- Mörserzugmittel 35(t) turmloser Pz.Kpfw. 35(t), der durch Anbau eines schweren Schlepphakens zum Schleppen von Geschützen und auch zum Munitionstransport benutzt wurde.
- Tacam R-2 Umbau zum Panzerjäger auf Basis Fahrgestell R-2 durch Aufbau einer sowjetischen 7,62-cm-Kanone Modell 1936. 1 Prototyp im Sommer 1943 und 20 Serienfahrzeuge zwischen Februar und Juni 1944 gefertigt. Im Rahmen einer TACAM-Kompanie auf alliierter Seite eingesetzt.